# Batalha de Ilipa
A batalha de Ilipa ou (Silpia) ocorreu em 206 a.C., a cerca de dezesseis quilômetros ao norte da moderna Sevilha, durante a Segunda Guerra Púnica. O exército romano, comandado por Públio Cornélio Cipião (o futuro "Africano"), derrotou o exército cartaginês, comandado por Asdrúbal Giscão e seu aliado númida Massinissa.

## Antecedentes
Asdrúbal Giscão regressou de Gades na esperança de reiniciar os combates. Com auxilio de Magão Barca, filho de Amílcar Barca e irmão de Aníbal, e graças a recrutamentos realizados na Península Ibérica, armou cerca de 50 000 infantes e 4 500 cavaleiros. Quanto às tropas de cavalaria, estão os autores mais ou menos de acordo; no que diz respeito aos infantes, alguns sugerem que até 70 000 tenham sido levados para Ilipa. Ali, num local que dominava as planícies abertas, os dois generais cartagineses acamparam e esperavam um combate contra Cipião.
Ao rumor de que tamanho exército se reunira, o general romano calculou que com as legiões romanas não seria capaz de enfrentar os cartagineses. Precisaria, ainda que em aparência, de contingentes de bárbaros, mas sem força suficiente para que sua traição, motivo da derrota de seu pai e de seu tio (Públio e Cneu Cornélio Cipião, os "irmãos Cipião", foram mortos em 211 a.C. na Batalha do Bétis Superior), tivesse grande peso. Mandou adiante Marco Silano para contatar Cuícas, que reinava sobre vinte e oito cidades, e dele receber os infantes e cavaleiros que prometera recrutar durante o inverno. Ele próprio partiu de Tarraco e foi, pelo caminho, incorporando pequenos contingentes de aliados. Chegado a Cástulo, acolheu os reforços que Silano lhe enviava: 3 000 infantes e 500 cavaleiros. Partiu então para Bécula (Santo Tomé) com todas as tropas de cidadãos e aliados, num total de 45 000 homens entre cavaleiros e infantes.

## Primeiros enfrentamentos
Enquanto montavam o acampamento, Magão Barca e Massinissa atacaram-nos com a cavalaria pesada. Teriam, sem dúvida, lançado desordem no meio dos trabalhadores se, instalados por Cipião por trás de um outeiro convenientemente situado, os próprios cavaleiros romanos não se lançassem repentinamente contra esses assaltantes dispersos. Os mais resolutos, aqueles que, desde o início, se haviam aproximado das fortificações para hostilizar os trabalhadores, foram repelidos mal se engajara o combate. Contra os que avançavam sob as insígnias e, em ordem de marcha, a luta foi mais longa e, por mais tempo, indecisa. Entretanto, a começar pelos postos avançados e pelas coortes sem bagagens, depois pelos soldados arrancados aos trabalhos e instados a se armar, mais reforços afluíam constantemente, intactos, a reanimar os romanos esfalfados. E já uma poderosa coluna se precipitava no campo de combate quando cartagineses e númidas não se pejaram de voltar as costas. De início retiraram-se por esquadrões, sem que o medo ou a pressa confundissem suas linhas e, depois, quando os romanos caíram com maior ímpeto sobre os retardatários e estes não puderam mais sustentar-lhes as cargas, esqueceram o alinhamento e puseram-se a correr por toda parte, cada qual pelo caminho mais próximo. Embora o combate tenha reerguido sensivelmente a coragem dos romanos e diminuído a do inimigo, nem por um instante, durante os dias que se seguiram, interromperam-se as escaramuças da cavalaria e das tropas ligeiras.
Depois que o adversário experimentou suficientemente suas forças nesses combates menores, Asdrúbal Giscão adiantou-se com a tropa em linha; a seguir, os romanos avançaram. Entretanto, os dois exércitos permaneceram parados diante das fortificações e nenhum se dispôs a iniciar a luta; já declinava o dia quando primeiro o exército cartaginês, depois, o romano, recolheram suas tropas aos respectivos acampamentos. O mesmo se sucedeu por alguns dias. O cartaginês era sempre o primeiro a fazer sair as tropas e o primeiro a recolhê-las, quando os soldados se mostravam cansados de permanecer em linha. De parte a parte ninguém avançava, ninguém arremessava um dardo, ninguém emitia um grito. Aqui, o centro era formado por romanos, lá por cartagineses misturados a africanos; as alas, de aliados ibéricos de um e outro lado. À frente das alas, diante da linha cartaginesa, os elefantes pareciam bastiões à distância.
Nos dois acampamentos, dizia-se que o combate seria travado na mesma ordem de alinhamento, que os centros constituídos de romanos e cartagineses, os verdadeiros inimigos nessa guerra, se engalfinhariam com coragem e armamento igualmente poderosos. Quando Cipião notou que todos estavam convencidos disso, alterou tudo de propósito.

## Batalha
Na véspera do dia que tencionava travar batalha, Cipião forneceu, no final da tarde, no acampamento, instruções para que, antes do amanhecer, homens e cavalos estivessem prontos e alimentados, os cavaleiros armados, as montarias seladas e bridadas.
Mal rompera o dia e Cipião lançava toda a sua cavalaria e tropas ligeiras contra os postos cartagineses; logo depois, ele próprio avançava com a infantaria pesada das legiões. Os soldados romanos, contrariamente ao que se acreditara de parte a parte, agora formavam as alas, ficando o centro para as tropas aliadas. Atraído pelo grito dos cavaleiros, Asdrúbal Giscão correu para fora da tenda e percebeu o súbito ataque às suas fortificações: os seus se agitavam, e, ao longe, brilhavam as insígnias das legiões, com o inimigo cobrindo totalmente a planície. Imediatamente ordenou que a cavalaria pesada fizesse face aos cavaleiros romanos, e ele próprio, com a coluna de infantaria, saiu do acampamento. Desdobrou então as linhas, sem alterar-lhes a ordem habitual.
O combate de cavalaria se arrastava, indeciso. Não poderia resolver-se por si mesmo, porquanto os cavaleiros repelidos alternadamente, ou quase, encontravam seguro refúgio em suas linhas de infantaria. Entretanto, quando já não havia mais que quinhentos passos entre as linhas inimigas, Cipião, mandando tocar a retirada e abrir as formações, acolheu toda a sua cavalaria e tropas ligeiras no centro; a seguir, dividindo-as em dois grupos, pô-las de reserva por trás das alas. Ao chegar o momento de iniciar o combate, ordenou aos ibéricos, que formavam o centro do exército, que avançassem pausadamente. Da ala direita, onde comandava, mandou instruções a Silano e Márcio Sétimo para que estendessem sua ala para a esquerda, como ele mesmo fazia para a direita, e atacassem o inimigo com os infantes e cavaleiros disponíveis, sem esperar a intervenção dos centros. Desdobradas assim as alas, cada um dos comandantes levou contra o inimigo, rapidamente, três coortes de infantes e três de cavaleiros, acrescidos de seus vélites; as outras coortes seguiam-nas formando uma linha oblíqua. Havia uma reentrância no meio, no local em que as insígnias dos ibéricos marchavam mais lentamente. E já se combatia nas alas sem que a principal força do exército inimigo, os veteranos cartagineses e os africanos, tivesse chegado ao alcance dos arremessos: hesitava ela em correr a ajudar os combatentes das alas para não vulnerar o centro aos inimigos que irrompiam de frente. As alas  viam-se acossadas em duas frentes: os cavaleiros e as tropas ligeiras, os vélites, envolveram-nas e carregaram os flancos, enquanto as coortes faziam face para separá-las do resto de suas linhas.
Em parte alguma mostrava-se o combate equilibrado, sobretudo porque a multidão de fundeiros baleares e recrutas ibéricos opunha-se aos soldados romanos e latinos. Avançado o dia, as forças começaram a faltar às tropas de Asdrúbal que haviam sido surpreendidas por um alerta matinal e obrigadas, em jejum, a entrar precipitadamente nas fileiras. Por isso mesmo, Cipião protelara, a fim de que a batalha começasse mais tarde; somente a partir da sétima hora as insígnias da infantaria romperam contra as alas e demorou muito ainda para que o combate alcançasse o centro.
O calor do sol do meio-dia e a fadiga, aliados à fome e à sede, puseram à prova aqueles soldados antes da luta: cansados, apoiavam-se nos escudos. E o que é mais importante, os próprios elefantes, enfurecidos pela maneira desordenada de combater dos cavaleiros, vélites e tropas ligeiras, haviam se lançado das alas contra o centro. De forma que, fatigados, os cartagineses recuaram. Entretanto, como os romanos mais se exaltassem ao perceber que tudo pendia em seu favor, lançando assaltos, Asdrúbal tentou inutilmente conter os fugitivos, barrar-lhes o caminho. Viraram as costas e se dispersaram, enquanto tombavam os que se achavam mais próximos do inimigo. Detiveram-se de início ao pé das colinas e restabeleceram a formação; os romanos hesitaram em escalar a elevação que tinham pela frente. Mas quando os cartagineses os viram aproximar-se, puseram-se novamente a fugir em direção a seu acampamento. Os romanos não estavam longe daquelas fortificações  e teriam tomado o acampamento.
Os cartagineses, ainda que esgotados , trataram de reforçar a proteção com pedras. Contudo, a defecção dos aliados sugeriu-lhes que a fuga seria mais segura que a resistência. Essa defecção começara com Atene, régulo dos turdetanos, que desertou com numerosa tropa de concidadãos. Depois duas praças-fortes e as respectivas guarnições foram pelos comandantes entregues aos romanos. Asdrúbal levantou acampamento na noite seguinte.
Quando, ao amanhecer, as sentinelas dos postos avançados informaram Cipião da partida do inimigo, ele enviou a cavalaria à frente e deu ordem de marcha imediata. A coluna avançou com celeridade, mas preferiu-se ir por um atalho para o rio Bétis e tentar atacar os inimigos quando estivessem passando o rio. Asdrúbal, percebendo que lhe fechavam a passagem, virou a marcha para as bandas do oceano; e daí por diante seus soldados seguiam dispersos. Conseguiu assim afastar-se um tanto dos romanos. Como tais ataques o obrigassem frequentemente a dar alto, as legiões acabaram por chegar. A partir daí não houve propriamente batalha, mas carnagem, até o momento em que o próprio general, dando o exemplo da fuga, escapou-se para as alturas mais próximas com cerca de seis mil homens quase desarmados.
Todos os demais foram massacrados ou mortos. Às pressas, os cartagineses fortificaram um acampamento improvisado sobre a colina mais alta, e lá se defenderam sem dificuldade. Entretanto, em terreno nu e desprovido de recursos, o bloqueio só seria suportável por alguns dias. As tropas bandearam para o inimigo e, ao fim, o general fez vir seus navios do mar, que não era distante, deixou à noite seu exército e foi albergar-se em Gades.

## Consequências
Sabedor da fuga do general adversário, Cipião deixou 10 000 infantes e 1 000 cavaleiros para Silano assediar o acampamento, partindo com o restante das tropas. Em setenta etapas, analisando no caminho a causa de cada cidade, a fim de recompensar segundo um justo conhecimento dos méritos a lealdade de cada uma, retornou a Tarraco.
Depois de sua partida, Massinissa, avistando-se em segredo com Silano, passou à África com alguns compatriotas, para ter um povo tão disposto quanto ele a seguir os novos desígnios que tinha em mente. Que não agiu sem motivo plausível viu-se bem algum tempo depois, quando a fidelidade de Massinissa para com os romanos prosseguiu até a mais extrema velhice; isso, no entanto, não ficou tão claro na ocasião. A seguir Magão Barca, a quem Asdrúbal Giscão devolvera os navios, alcançou Gades. O resto do exército, desamparado dos chefes, ou desertou ou fugiu disperso pelas cidades próximas. Daí por diante, os cartagineses nunca mais conseguiram constituir uma tropa notável, pelo número ou pela força, na Hispânia.
Sob o comando e os auspícios de Públio Cornélio Cipião, os cartagineses foram efetivamente expulsos da Península Ibérica, treze anos após o início da guerra, quatro anos depois que o general recebeu a província e aquele exército. Pouco mais tarde, aparecia Silano para juntar-se a Cipião em Tarraco, anunciando o término das hostilidades.
Restava apenas o exército de Magão Barca, que foi sucessivamente derrotado nas batalhas de Guadalquivir, Carteia e Nova Cartago, ainda em 206 a.C.. Ele retornou derrotado a Gadir, onde os cidadãos lhe cerraram as portas e iniciaram as negociações com os romanos para uma rendição, obrigando o general cartaginês a abandonar a cidade e seguir para as Baleares, onde passou o inverno em Porto Magão (moderna Maó), zarpando no ano seguinte para o norte da Itália para tentar sublevar os lígures.